# مگی ریلی
مگی ریلی (به انگلیسی: Maggie Reilly) (متولد ۱۵ سپتامبر ۱۹۵۶) یک خواننده اسکاتلندی است که بیشتر به دلیل همکاری با آهنگساز و نوازنده ساز مایک اولدفیلد شناخته شده‌است. مهم‌تر از همه، او آواز اصلی را در آهنگ‌های اولدفیلد «مرد خانواده»، «سایه مهتاب»، «به فرانسه» و «امور خارجی» اجرا کرد، که همگی در اوایل دهه ۱۹۸۰ موفق شدند.

## جوایز و نامزدها
| سال  | جوایز                | کار  | دسته‌بندی                          | نتیجه    | منبع. |
| ---- | -------------------- | ---- | --------------------------------- | -------- | ----- |
| ۱۹۹۳ | جوایز طلای RSH       | خودش | بهترین هنرمند با تهیه‌کننده آلمانی | برنده    | [ ۲ ] |
| ۱۹۹۳ | جوایز موسیقی دانمارک | خودش | جایزه بین‌المللی بهترین هنرمند زن  | نامزدشده | [ ۳ ] |

## ترانه‌شناسی

### آلبوم‌های انفرادی
- پژواک (۱۹۹۲)
- خورشید نیمه شب (۱۹۹۳)
- النا (۱۹۹۶)
- همه میکس‌ها (۱۹۹۶)
- بهترین‌های مگی ریلی، آنجا و دوباره (۱۹۹۸)
- طالع نحس (۲۰۰۰)
- ذخیره برای یک روز بارانی (۲۰۰۲)
- روآن (۲۰۰۶)
- نگاه به عقب، حرکت رو به جلو (۲۰۰۹)
- ارسال به بهشت (۲۰۱۳)
- استارفیلدز (۲۰۱۹)
- بهترین‌های مگی ریلی: گذشته - حال - آینده (۲۰۲۱)
- کریسمس مبارک (۲۰۲۱)

### همکاری با مایک اولدفیلد
- QE2 (۱۹۸۰)
- پنج مایل بیرون (۱۹۸۲)
- بحران‌ها (۱۹۸۳)
- کشف (۱۹۸۴)
- کامل (۱۹۸۵)
- حرکت زمین (۱۹۸۹)
- عناصر - بهترین‌های مایک اولدفیلد (۱۹۹۳)
- XXV: The Essential (۱۹۹۷)

### همکاری با هنرمندان دیگر
- کادو بِله – کادو بِله (۱۹۷۶)
- جیم ویلکی – واکسر (۱۹۷۹)
- دال بای دال – شور بزرگ (۱۹۸۲)
- دیو گرینفیلد و جی جی برنل – آتش و آب (۱۹۸۳)
- پیتر بلگواد – شکسپیر برهنه (۱۹۸۳)
- نیک میسون و ریک فن – پروفایل‌ها (۱۹۸۵)
- فلیرک - تردستی (۱۹۸۶)
- مایک بت - شکار اسنارک (۱۹۸۶)
- جک بروس - قدرت اراده (۱۹۸۹)
- سیستر آو مرسی - چشم‌انداز شی (۱۹۹۰)
- فلیرک - تردستی (۱۹۸۶)
- جک بروس – یه چیز دیگه (۱۹۹۲)
- جک بروس – شهرهای قلب (۱۹۹۳)
- پروژه لنی مک داول – بهشت گمشده (۱۹۹۳)
- آرتیست فُر نیچر – طلوع زمین، آلبوم جنگل‌های بارانی (۱۹۹۴)
- کلم ویلکینسون - قهرمانان صحنه (۱۹۹۴)
- جولیان وردینگ – دو شافست اس (۱۹۹۴)
- جولیان وردینگ و ویکتور لازلو – انجل وی دو (۱۹۹۴)
- جک بروس - نسخه کلکسیونرها (۱۹۹۶)
- جک بروس - نشستن بر فراز جهان (۱۹۹۷)
- سیمون نیکول - قبل از زمان شما / همخوان پیلیز کارول (۱۹۹۸)
- اسموکی - اسب‌های وحشی – آلبوم نشویل (۱۹۹۸)
- اسموکی - مجموعه سوئدی ما (۱۹۹۹)
- لیزیم - تایمز (۲۰۰۳) / اوراکل(۲۰۰۴)
- XII آلفونسو – چارلز داروین (۲۰۱۲)